# B&T
Die B&T AG, vor 2011 Brügger & Thomet AG, ist ein Schweizer Unternehmen, welches im Handel und in der Herstellung von Waffen und Ausrüstungsgegenständen für Polizei und Militär tätig ist. Die Aktiengesellschaft ist in Thun im Kanton Bern beheimatet.

## Geschichte
Das Unternehmen wurde im Mai 1991 von Karl Brügger und Heinrich Thomet als Kollektivgesellschaft unter dem Namen «Brügger & Thomet» in Spiez gegründet, um Schalldämpfer für den heimischen Markt herzustellen. Im gleichen Jahr bekam Brügger & Thomet vom Schweizer Staat die Lizenz für Import und Export von Waffen und Ausrüstungsgegenständen für Polizei und Militär. Seitdem ist Brügger & Thomet Handelsvertreter von Unternehmen wie C.G.Haenel, Heckler & Koch, Aimpoint, Surefire, Taser International und Benelli.
1997 wurde Brügger & Thomet in eine Aktiengesellschaft umgewandelt. Später verkaufte Heinrich Thomet seine Anteile an Karl Brügger, der damit alleiniger Eigentümer der B&T AG wurde, und schied Ende September 2005 als Präsident des Verwaltungsrates aus.
2001 brachte Brügger & Thomet mit der Brügger & Thomet MP9 seine erste eigene Maschinenpistole auf den Markt. Es folgte die APR-Familie von Scharfschützengewehren und der Granatwerfer GL06.
Im April 2011 wurde der Firmenname von «Brügger & Thomet AG» in «B&T AG» geändert.
Am 29. März 2019 erhielt B&T innerhalb des Sub Compact Weapon Production-Other Transaction Agreement des U.S.-Heeres den Zuschlag. Der Auftrag umfasst die Lieferung von 350 SCWs (Sub Compact Weapon) [die militärische Version der APC9] für 2,6 Millionen US-Dollar. Der Auftrag umfasst eine Option auf 1000 weitere SCWs inklusive Zubehör.

## Gesellschaftliches Engagement
Die B&T AG ist über die Outdoor- und Tactical-Bekleidungs- und Ausstattungs-Marke «5.11» Hauptsponsor des Schweizer Eishockeyclubs SCL Tigers (Langnau, Emmental), der in der Schweizer National League spielt und auch international aktiv ist. Karl «Käru» Brügger selbst ist Verwaltungsrat der SCL Tigers; sein besonderes Engagement gilt der Jugendförderung als Präsident der SCL Young Tigers, wo mehr als 200 Kinder und Jugendliche den Mannschaftssport erlernen.

## Kritik
Das Schweizer Staatssekretariat für Wirtschaft (SECO) bewilligte Brügger & Thomet 2009 den «Know-how-Transfer für die Herstellung von Kleinwaffen an eine ukrainische Firma», wie eine Sprecherin des SECO gegenüber der SonntagsZeitung bestätigte. Darüber hinaus gingen auch Einzelteile für die Fertigung von etwa 30 bis 50 Scharfschützengewehren von Thun in die Ukraine. Die Gewehre wurden «zum Schutz der Europameisterschaften 2012 angeschafft; eingesetzt wurden sie gegen das ukrainische Volk.» Wiktor Janukowytsch habe die Euro 2012 gezielt genutzt, um die Sicherheitskräfte hochzurüsten, ergänzte der Ukraine-Experte Ievgen Vorobiov gegenüber der SonntagsZeitung, «die Spezialkräfte des Innenministeriums sind gut ausgebildet und gut ausgerüstet». Die auf Fotos und Videoaufnahmen dokumentierten, von den Scharfschützen des Janukowytsch-Regimes eingesetzten Waffen sind lizenzierte Nachbauten des Schweizer Präzisionsgewehrs Brügger & Thomet APR. Das ergaben Recherchen des australischen Waffenanalysezentrums Ares und der SonntagsZeitung – Karl Brügger, Geschäftsführer Brügger & Thomet: «Wir können versichern, dass sämtliche Ausfuhren von Waffenteilen oder Lizenzen vom Seco bewilligt wurden.» Zum Einsatz der Schweizer Waffen wollte Brügger sich nicht äussern. Bei Krawallen der Gelbwestenbewegung 2018/2019 in Frankreich setzte die französische Polizei den Werfer GL06 ein; infolge kam es zu erheblichen Verletzungen bei Demonstranten. B&T verwies in einer Stellungnahme darauf, dass dabei dem Unternehmen unbekannte Munition eingesetzt wurde, aber nicht das für den Werfer entwickelte nicht-letale Impulsgeschoss SIR. Andere Munition vergrösserte das Verletzungsrisiko erheblich und verschlechtere die Präzision des Werfers.

## Produkte
- APC (Advanced Police Carbine): Eine vollautomatische Maschinenpistole im Kaliber 9 mm (APC9), .45 ACP (APC45), 10mm Auto (APC10), .300 Whisper/.300 Blackout (APC300), oder .223 (APC223)B&T APC9 P PRO

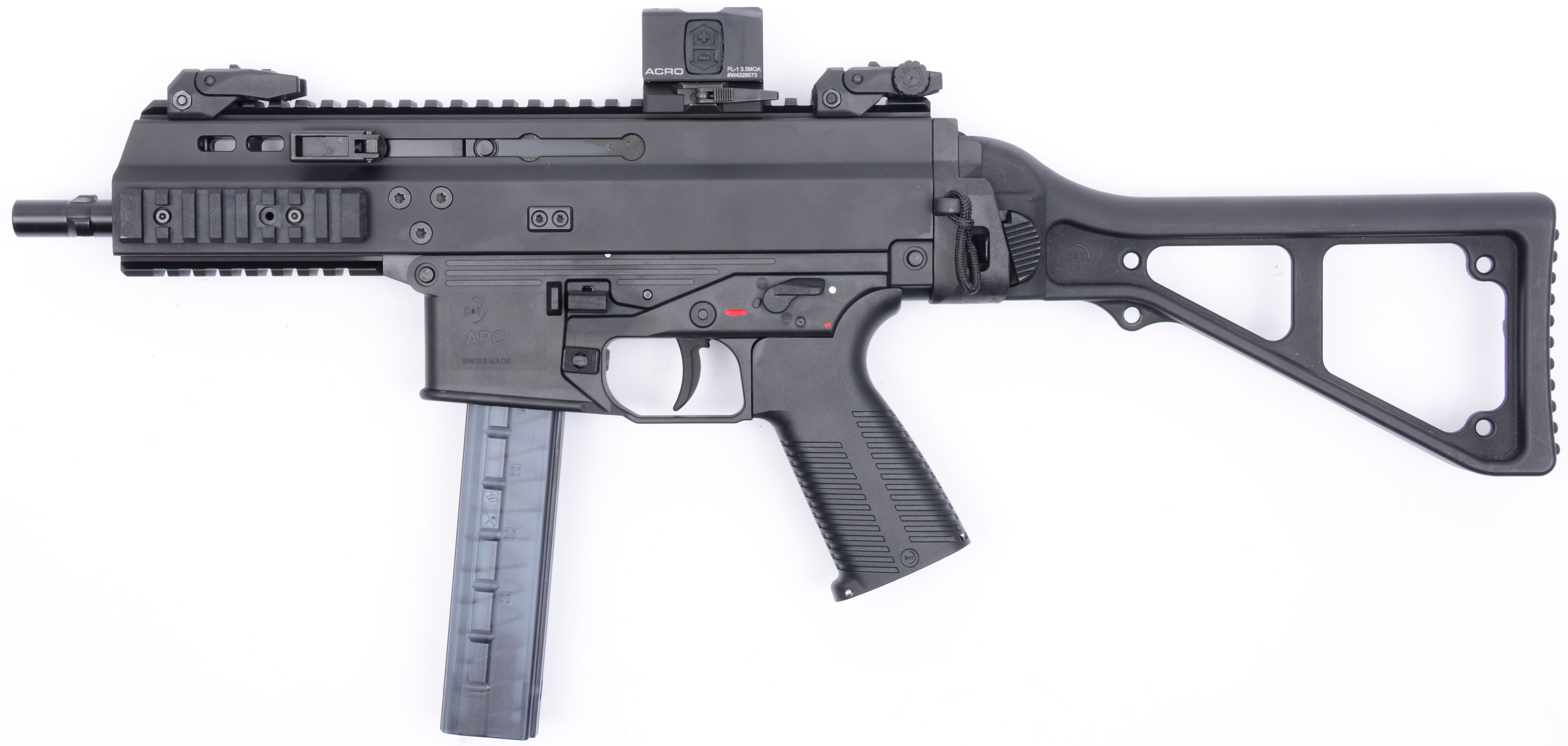
B&T APC9 P PRO

- APR (Advanced Precision Rifle): Eine Familie von Scharfschützengewehren für polizeiliche und militärische Aufgaben verfügbar in den Kalibern .338 Lapua Magnum und .308 WinB&T APR in .338 Lapua Magnum (oben) und in .308 Winchester (unten)

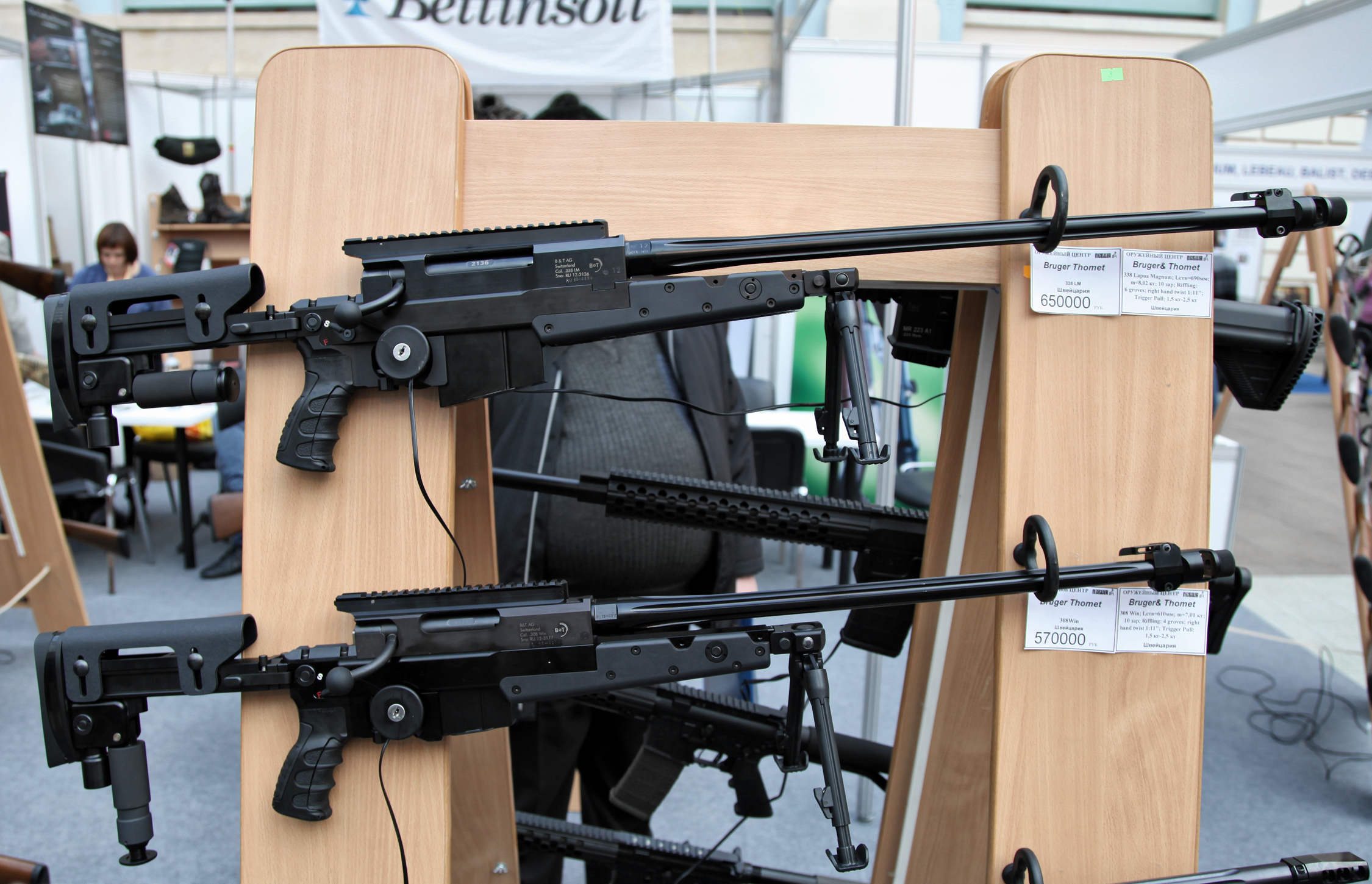
B&T APR in .338 Lapua Magnum (oben) und in .308 Winchester (unten)

- SPR300 im Kaliber .300 Whisper / .300 AAC Blackout ink. Schalldämpfer für polizeilichen Einsatz in urbanem Gelände
- VP9 («Veterinärpistole») im Kaliber 9 × 19 mm mit Schalldämpfer
- USW (Universal Service Weapon) im Kaliber 9 × 19 mm ist eine Pistole mit Anschlagschaft für Behörden und Militär
- BT-96: Eine halbautomatische Lizenzfertigung der HK MP5
- GL06 (grenade launcher): Ein einschüssiger Granatwerfer im Kaliber 40 x 46 mm
- SIR (Impulsgeschoss): nicht-letales Wuchtgeschoss für den Werfer GL06 im Kaliber 40 x 46 mm
- MP9 (und daraus abgeleitet die TP9-Pistole und den TP9-Karabiner): Ein modulares Waffensystem, welches später in eine Pistole und einen kompakten Karabiner weiterentwickelt wurde
- Schalldämpfer: Es werden für viele gängige Waffen Schalldämpfer hergestellt und teilweise «gebrandet». So werden zum Beispiel die Schalldämpfer für die Scharfschützengewehre der Arctic-Warfare-Serie von Accuracy International von B&T hergestellt.